# Scott Joplin
Scott Joplin (ur. 24 listopada 1868 w Marshall, zm. 1 kwietnia 1917 w Nowym Jorku) – amerykański kompozytor i pianista, popularyzator stylu ragtime.

## Życiorys
Prawdopodobnie miejsce urodzenia to Texarkana w stanie Teksas, przy czym biograf muzyka Edward Berlin podważa dotychczasowe ustalenia co do miejsca i daty jego urodzenia. Miasteczko Texarkana uważane powszechnie za miejsce narodzin Joplina nie istniało jeszcze przez kolejnych 5 lat. Spisy ludności świadczyć mają o urodzeniu Joplina co najmniej pół roku wcześniej. Joplin przyszedł na świat najprawdopodobniej w północnym Teksasie, w miejscowości Marshall, która w spisach podana była jako pierwsze miejsce zamieszkania rodziny.

Wraz z różnymi grupami muzycznymi podróżował po miastach Środkowego Zachodu, grając w klubach. Na początku XX wieku osiadł w Nowym Jorku, gdzie w 1917 umarł na kiłę.
Zasłynął jako twórca pierwszej opery afroamerykańskiej – A Guest of Honor.
W 1908 został opublikowany jego podręcznik The School of Ragtime – Six Exercises for Piano.
Kojarzony jest przede wszystkim z kompozycjami ragtime: Maple Leaf Rag z 1899 i The Entertainer z 1902 (spopularyzowaną dzięki filmowi Żądło – The Sting z 1973).

## Kompozycje Joplina w porządku alfabetycznym
- Antoinette (1906)
- Augustan Club Waltz (1901)
- Bethena (1905)
- Binks' Waltz (1905)
- A Breeze From Alabama (1902)
- Cascades (1904)
- The Chrysanthemum (1904)
- Cleopha (1902)
- Combination March (1896)
- Country Club (1909)
- The (Great) Crush Collision March (1896)
- The Easy Winners (1901)
- Elite Syncopations (1902)
- The Entertainer (1902)
- Eugenia (1906)
- Euphonic Sounds (1909)
- The Favorite (1904)
- Felicity Rag (1911)
- Fig Leaf Rag (1908)
- Gladiolus Rag (1907)
- Harmony Club Waltz (1896)
- Heliotrope Bouquet (1907)
- I Am Thinking of My Pickanniny Days (1902)
- Kismet Rag (1913)
- Leola (1905)
- Lily Queen(1907)
- Little Black Baby (1903)
- Magnetic Rag (1914)
- Maple Leaf Rag (1899)
- March Majestic (1902)
- The Nonpareil (1907)
- Original Rags (1899)
- Palm Leaf Rag (1903)
- Paragon Rag (1909)
- Peacherine Rag (1901)
- A Picture of Her Face (1895)
- Pineapple Rag (1908)
- Pleasant Moments (1909)
- Please Say You Will (1895)
- The Ragtime Dance (1902)
- The Ragtime Dance (1906)
- Reflection Rag (1917) – wydane pośmiertnie
- The Rose-bud March (1905)
- Rose Leaf Rag (1907)
- Sarah Dear (1905)
- School of Ragtime (1908)
- Scott Joplin's New Rag (1912)
- Searchlight Rag (1907)
- Silver Swan Rag (1971) – wydane pośmiertnie
- Solace (1909)
- Something Doing (1903)
- Stoptime Rag (1910)
- The Strenuous Life (1902)
- Sugar Cane (1908)
- Sunflower Slow Drag (1901)
- Swipsey (1900)
- The Sycamore (1904)
- Treemonisha (1911)
- Wall Street Rag (1909)
- Weeping Willow (1903)
- When Your Hair Is Like the Snow (1907)